# Sharon (Oklahoma)
Sharon és un poble dels Estats Units a l'estat d'Oklahoma. Segons el cens del 2000 tenia 122 habitants.

## Demografia
Segons el cens del 2000, Sharon tenia 122 habitants, 45 habitatges, i 32 famílies. La densitat de població era de 392,5 habitants per km².
Dels 45 habitatges en un 33,3% hi vivien nens de menys de 18 anys, en un 66,7% hi vivien parelles casades, en un 0% dones solteres, i en un 26,7% no eren unitats familiars. En el 24,4% dels habitatges hi vivien persones soles el 13,3% de les quals corresponia a persones de 65 anys o més que vivien soles. El nombre mitjà de persones vivint en cada habitatge era de 2,71 i el nombre mitjà de persones que vivien en cada família era de 3,18.
Per edats la població es repartia de la següent manera: un 31,1% tenia menys de 18 anys, un 2,5% entre 18 i 24, un 28,7% entre 25 i 44, un 15,6% de 45 a 60 i un 22,1% 65 anys o més.
L'edat mediana era de 36 anys. Per cada 100 dones de 18 o més anys hi havia 100 homes.
La renda mediana per habitatge era de 45.000 $ i la renda mediana per família de 46.667 $. Els homes tenien una renda mediana de 24.688 $ mentre que les dones 28.333 $. La renda per capita de la població era de 12.444 $. Entorn del 10% de les famílies i el 18,4% de la població estaven per davall del llindar de pobresa.

## Poblacions més properes
El següent diagrama mostra les poblacions més properes.